# Die Internationale (Zeitschrift/Vierte Internationale)
Die Zeitschrift Die Internationale erschien ab 1948 als Zeitschrift der deutschen Sektion der Vierten Internationale, wobei mehrfach eine neue Serie mit neuer Jahrgangszählung aufgelegt wurde.

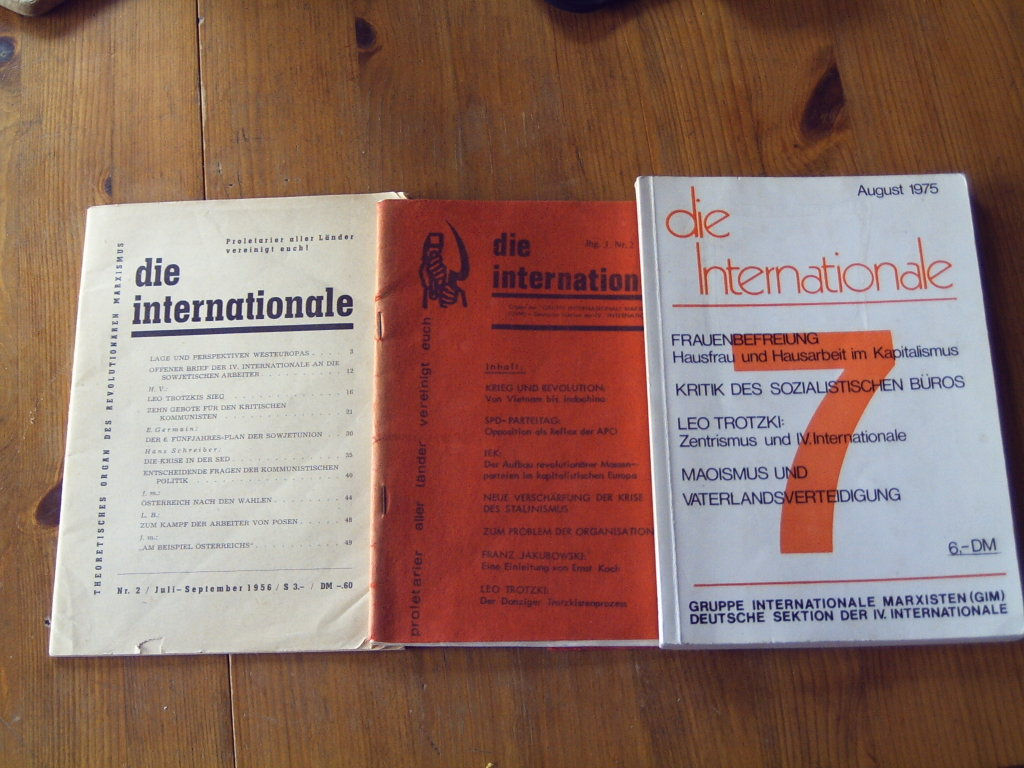
Die Titelblätter dreier Ausgaben der Zeitschrift Die Internationale von 1956, 1970 und 1975

Die erste Serie mit 1. Jahrgang 1948 erschien als Zeitschrift der Internationalen Kommunisten Deutschlands, deutsche Sektion der Vierten Internationale.
Die zweite Serie, neu aufgelegt 1956, erschien mit dem Untertitel Theoretisches Organ des revolutionären Marxismus als Organ des Internationalen Sekretariats der Vierten Internationale und mit einer Redaktionsadresse in Wien, Österreich.
1968 wurde eine neue Serie aufgelegt, mit Redaktionsadresse in Mannheim, ab 2. Jahrgang (1969) als „Organ der Gruppe Internationale Marxisten, deutsche Sektion der Vierten Internationale“. Die österreichische Sektion der Vierten Internationale, die Gruppe Revolutionäre Marxisten war Mitherausgeber. Dabei wurde gelegentlich die vorige Jahrgangszählung parallel aufgeführt, so dass im Jahr 1971 mal „Jhg. 4 (Jhg. 16),“ mal „Jhg. 16 (Jhg. 4)“ auf dem Titelblatt stand. In den 1980er-Jahren wurden einfach Hefte ohne Jahrgangsnummer gezählt.
Von 1986 bis 2017 wurde sie als Beilage der Zeitschrift Inprekorr fortgeführt. Seit Januar 2017 erscheint „Inprekorr“ als Beilage der „Internationale“.